# Le Causé
Le Causé ist eine französische Gemeinde mit 131 Einwohnern (Stand: 1. Januar 2022) im Département Tarn-et-Garonne in der Region Okzitanien. Sie gehört zum Kanton Beaumont-de-Lomagne und zum Arrondissement Castelsarrasin. Sie grenzt im Norden an Goas, im Nordosten an Faudoas, im Osten an Gariès, im Südosten an Cabanac-Séguenville, im Süden an Brignemont und im Westen an Maubec.

## Bevölkerungsentwicklung
| Jahr      | 1962 | 1968 | 1975 | 1982 | 1990 | 1999 | 2008 | 2015 |
| --------- | ---- | ---- | ---- | ---- | ---- | ---- | ---- | ---- |
| Einwohner | 199  | 180  | 166  | 152  | 142  | 127  | 166  | 138  |